# Praga-Północ
Praga-Północ (deutsch Praga-Nord) ist ein zentraler Stadtbezirk von Warschau östlich der Weichsel.
Da der Bezirk im Zweiten Weltkrieg weit weniger zerstört wurde als die westlich der Weichsel liegenden Stadtteile, hat er seinen historischen Charakter bewahrt. Der überwiegende Teil der Bausubstanz von Wohn- und Industriegebäuden stammt aus dem späten 19. Jahrhundert, dem frühen 20. Jahrhundert sowie der Zwischenkriegszeit. In den 1950er und 1960er Jahren entstanden aber auch hier große Wohnsiedlungen in sozialistisch-realistischer Architektur (Praga I, Praga II, Praga III). Die historischen Gebäude wurden jahrzehntelang vernachlässigt, sie waren nach der Wende sanierungsbedürftig. Entsprechend war der Stadtbezirk in Warschau wenig beliebt und galt als unsicher. Seit den 2010er Jahren steigt die Beliebtheit des Bezirks. In historischen Mietshäusern und verlassenen Fabriken siedeln sich Galerien, Künstler und moderne Gastronomie an. Die oftmals umstrittene Privatisierung von städtischen Objekten führte zu Haussanierungen und dem Beginn einer Gentrifizierung.

## Geschichte
Der ursprünglich mit Stadtrecht versehene Warschauer Vorort Praga gehörte bereits seit dem Ende des 18. Jahrhunderts zum Stadtgebiet und ist somit einer der ältesten Teile der Stadt. Im Jahr 1945 wurde Praga in die Stadtteile Praga-Północ und Praga-Południe aufgeteilt. Praga-Północ ist seit 2002 einer von Warschaus 18 Stadtbezirken und besteht heute aus den vier Bezirksstadtteilen Pelcowizna, Nowa Praga, Stara Praga und Szmulowizna.

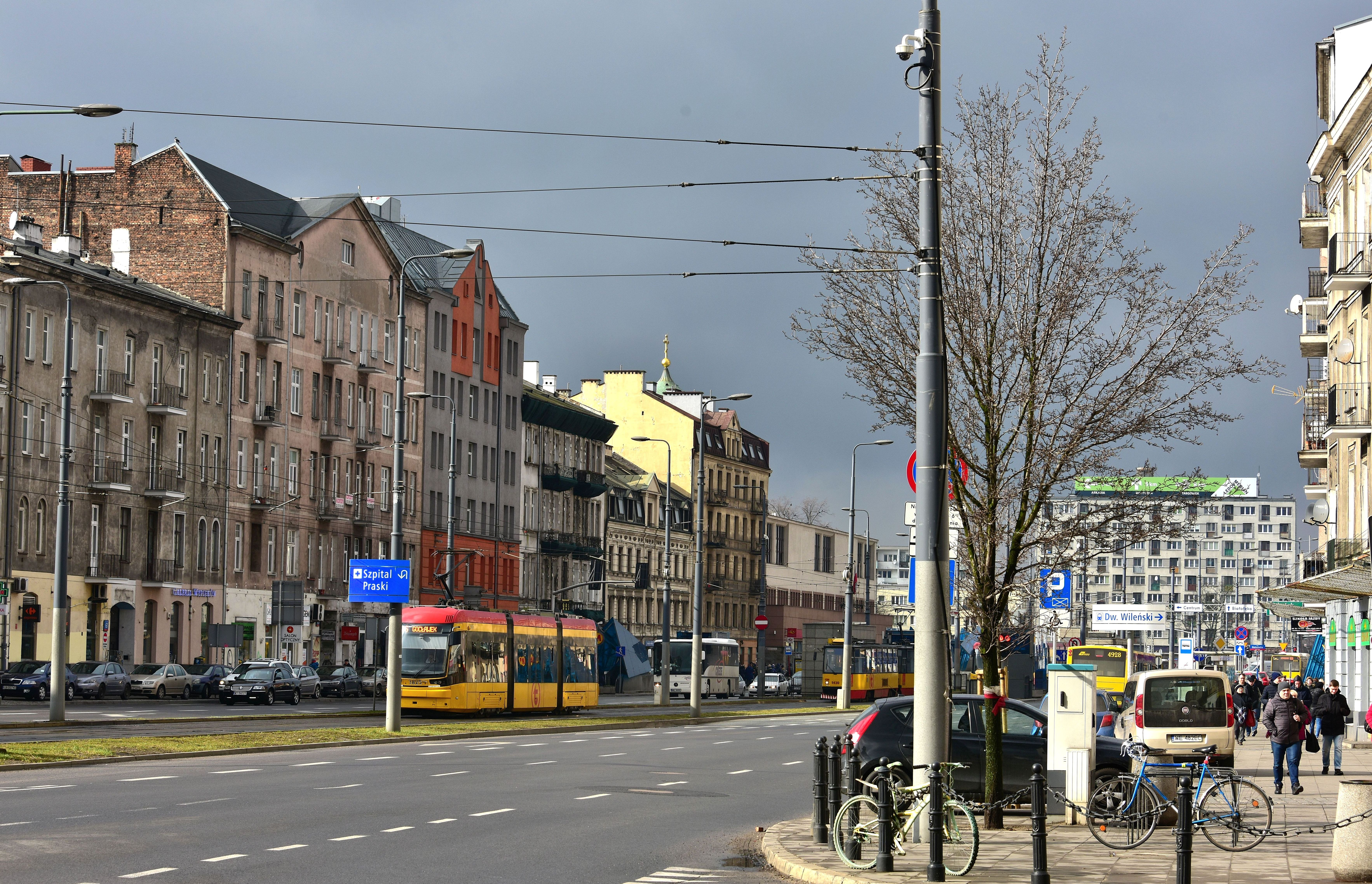
Die Targowa-Straße mit Straßenbahntrasse

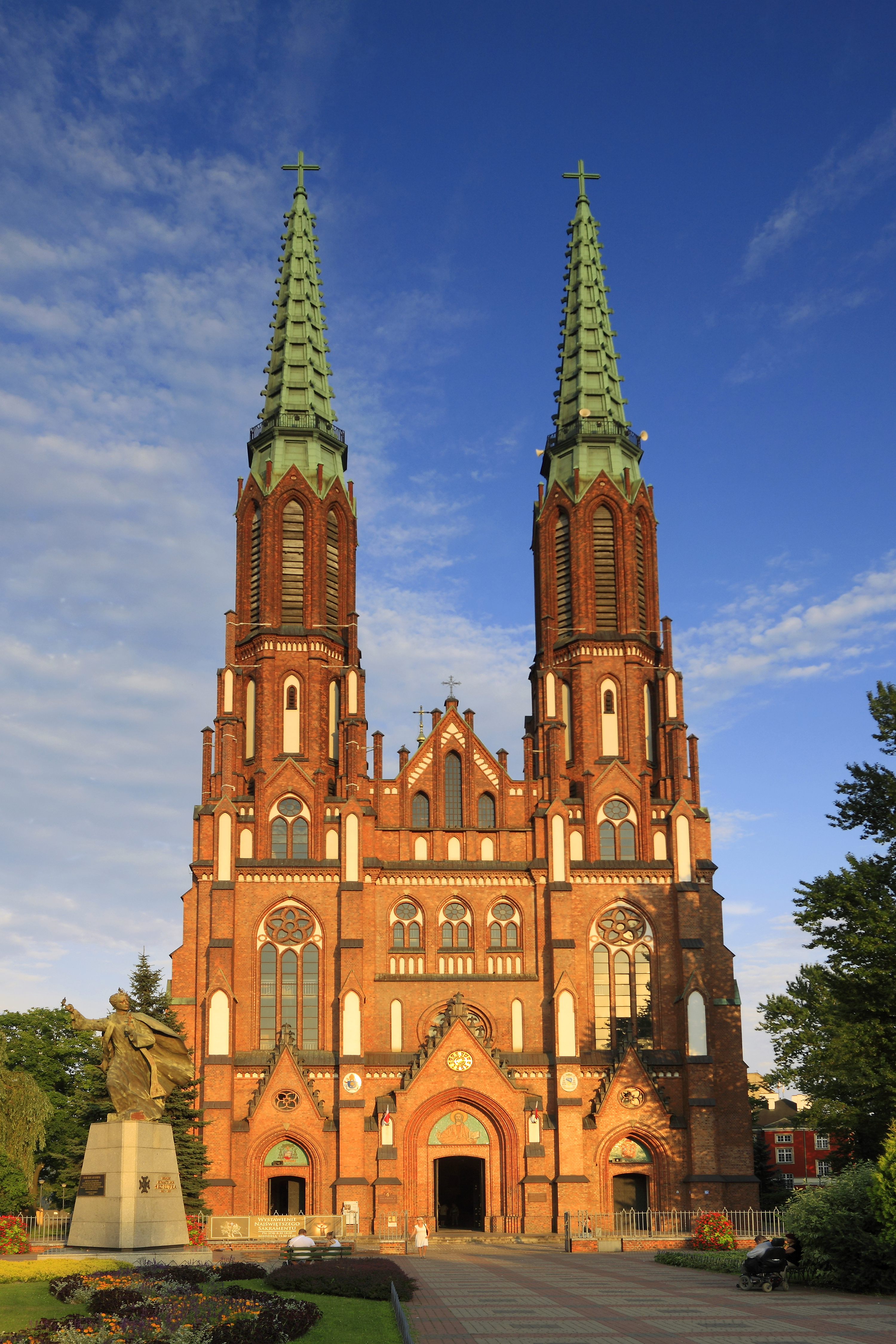
Kathedrale des Heiligen Erzengels Michael und des Heiligen Märtyrers Florian

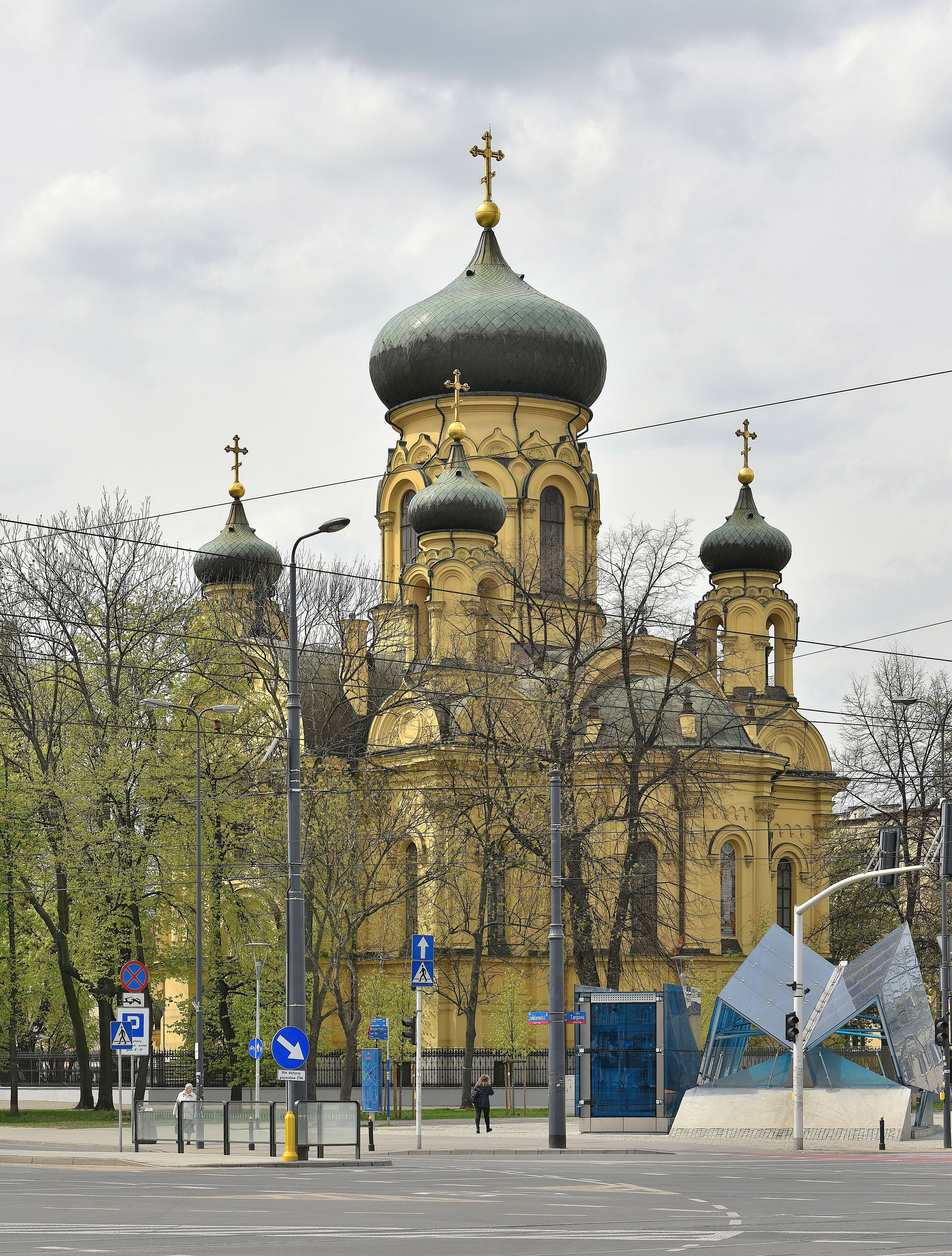
Die orthodoxe Metropolitenkirche der St. Maria Magdalena

## Infrastruktur
Mit den westlich der Weichsel gelegenen Stadtbezirken Śródmieście und Żoliborz wird Praga-Północ durch mehrere Brücken verbunden:
- Gdański-Brücke (Most Gdański), zweigeschossige Stahlkonstruktion aus den 1950er Jahren
- Śląsko-Dąbrowski-Brücke (Most Śląsko-Dąbrowski), von 1947 bis 1949 errichtet
- Stefan-Rowecki-Brücke (Most gen. Stefana Grota-Roweckiego), Teil der Nordumfahrung Warschaus (S8)
- Most Średnicowy (Durchmesserbrücke), 1931 fertiggestellte Eisenbahnbrücke
- Świętokrzyski-Brücke, im Jahr 2000 eröffnete Schrägseilbrücke

Das Zentrum des Bezirks bildet der Wileński-Platz (Plac Wileński). Hier lag der 1863 eröffnete Dworzec Petersburski, der 1920 durch den Bahnhof Warszawa Wileńska ersetzt wurde, und hier befindet sich die im Jahr 2015 in Betrieb genommene Metro-Station Dworzec Wileński der Linie 2 der Metro Warschau. Die Hauptverkehrsachse des Bezirks ist die vier- bis sechsspurige Targowa-Straße (ul. Targowa), die sich etwa 800 Meter entfernt und parallel zur Weichsel vom Wileński-Platz (eigentlich beginnt sie bereits an der ul. Ratuszowa) bis zum benachbarten Bezirk Praga-Południe erstreckt; dort läuft sie als Grochowska-Straße weiter Richtung Südosten. Im Stadtbezirk verkehren mehrere Straßenbahn- und Buslinien.
In Praga-Północ befinden sich u. a.
- Herz-Jesu-Basilika, katholische Kirche des 20. Jahrhunderts
- Kathedrale St. Michael und St. Florian des Bistums Warschau-Praga
- Maria-Magdalena-Kathedrale, Sitz des Oberhaupts der orthodoxen Kirche in Polen
- Isaak-Hersz-Jahrman-Synagoge, ehemalige Hinterhofsynagoge
- Museum Warschau-Praga, Darstellung der Geschichte von Praga
- Muzeum Polskiej Wódki, 2018 eröffnetes, multimediales Museum zur Geschichte des polnischen Wodkas
- Akademia Leona Koźmińskiego, private Wirtschaftshochschule
- Zoologischer Garten, Warschauer Zoo
- Wodkahersteller „Koneser“, heute Centrum Praskie Koneser
- Hafen Praga, einer von ehemals drei Flusshäfen Warschaus, heute Entwicklung zum Port-Praski-Projekt
- Park Praski, ein im 19. Jahrhundert entstandener Park
- Bazar Różyckiego, ein seit dem 19. Jahrhundert bestehender Wochenmarkt an der Targowa-Straße
- Denkmal für die Pragaer Hinterhofkapellen

Im nördlichen Bezirksstadtteil Pelcowizna (früher ein Dorf mit Herrschaft, später eine Industrie- und Eisenbahnwohnsiedlung), war ab 1949 die Pkw-Fabrik Fabryka Samochodów Osobowych errichtet worden. Hier hatten bis zum Jahr 2011 wechselnde Eigentümer Fahrzeuge verschiedener Marken und Modelle, wie Syrena (FSO), FSO Warszawa, Polonez (FSO), Fiat 125 (FSO), Lanos (Daewoo), Matiz (Daewoo) und Aveo (Chevrolet) produziert. Die Fabrikanlagen werden seit 2011 demontiert, eine Neunutzung des Geländes ist geplant.